# Adesão da Turquia à União Europeia
Em 1987, a Turquia candidatou-se à adesão ao que era, então, a Comunidade Econômica Europeia (CEE) e, em 1999, foi declarada elegível para aderir à União Europeia (UE).
Após os dez membros fundadores em 1949, a Turquia tornou-se um dos primeiros novos membros (o 13.º membro) do Conselho da Europa em 1950. O país tornou-se membro associado da CEE em 1963 e foi membro associado da União da Europa Ocidental de 1992 até o final de 2011. A Turquia assinou um acordo de união aduaneira com a UE em 1995 e foi oficialmente reconhecida como candidato à adesão de pleno direito em 12 de dezembro de 1999, na Conferência de Helsínquia do Conselho Europeu.
As negociações para adesão plena foram iniciadas em 3 de outubro de 2005. O processo foi lento e dos 35 capítulos necessários para concluir o processo de adesão, apenas 16 foram abertos e um foi encerrado em maio de 2016. O acordo de refugiados do início de 2016 entre a Turquia e a União Europeia (UE) pretendia acelerar as negociações após a estagnação anterior e permitir aos turcos viajarem sem visto pela Europa.
Desde 2016, as negociações de adesão estão paralisadas. A UE acusou e criticou a Turquia por violações dos direitos humanos e desrespeitos ao Estado de direito. Em 2017, funcionários da UE expressaram que as políticas turcas em planejamento violam os Critérios de Copenhaga de elegibilidade para adesão à UE. Em 26 de junho de 2018, o Conselho de Assuntos Gerais da UE declarou que "a Turquia tem se distanciado cada vez mais da União Europeia". As negociações de adesão da Turquia foram efetivamente paralisadas e nenhum outro capítulo pode ser considerado para abertura ou encerramento e nenhum trabalho adicional está previsto para a modernização da união aduaneira UE-Turquia.

## História

### Antecedentes
Após o colapso do Império Otomano depois da Primeira Guerra Mundial, os revolucionários turcos liderados por Mustafa Kemal Atatürk saíram vitoriosos na Guerra da Independência da Turquia, estabelecendo a moderna República Turca como ela existe hoje. Atatürk, presidente da Turquia, implementou uma série de reformas, incluindo a secularização e a industrialização, para "europeizar" ou ocidentalizar o país. Durante a Segunda Guerra Mundial, a Turquia permaneceu neutra até fevereiro de 1945, quando se juntou aos Aliados. O país participou do Plano Marshall de 1947, e tornou-se membro da OTAN em 1952. Durante a Guerra Fria, a Turquia aliou-se aos Estados Unidos e à Europa Ocidental. A posição turca em relação à Europa foi caracterizada como "a Europa tem sido um objeto de desejo e também uma fonte de frustração para a identidade nacional turca em uma longa e tensa história".

### Período de 1950–1990
A Turquia inscreveu-se pela primeira vez como membro da Comunidade Econômica Europeia em 1959 e, em 12 de setembro de 1963, assinou o "Acordo que cria uma associação entre a República da Turquia e a Comunidade Econômica Europeia", também conhecido como Acordo de Ancara. Este acordo entrou em vigor no ano seguinte, em 12 de dezembro de 1964. O Acordo de Ancara procurou integrar a Turquia em uma união aduaneira com a CEE, embora reconhecendo o objetivo final da adesão. Em novembro de 1970, outro protocolo denominado "Protocolo Adicional" estabeleceu um calendário para a abolição de tarifas e contingentes sobre mercadorias comercializadas entre a Turquia e a Comunidade Económica Europeia.
Em 14 de abril de 1987, a Turquia apresentou o seu pedido de adesão formal à CEE. A Comissão Europeia respondeu em dezembro de 1989, confirmando a eventual adesão de Ancara, mas também adiando a questão para tempos mais favoráveis, citando a situação econômica e política da Turquia, bem como suas relações precárias com o Chipre, criando um ambiente desfavorável ao qual iniciar negociações. Esta posição foi novamente confirmada no Conselho Europeu de Luxemburgo de 1997, no qual as negociações de adesão foram iniciadas com os Estados da Europa Central e Oriental e Chipre, mas não com a Turquia. Durante a década de 1990, a Turquia procedeu a uma integração mais estreita com a União Europeia, concordando com uma união aduaneira em 1995. Além disso, o Conselho Europeu de Helsinque de 1999 foi um marco, pois a UE reconheceu a Turquia como um candidato em pé de igualdade com outros candidatos potenciais.

### Anos 2000
O próximo passo significativo nas relações entre a Turquia e a UE veio com o Conselho Europeu de Copenhague, de dezembro de 2002. Segundo ele, "a UE iniciaria negociações com a Turquia 'sem demora' se o Conselho Europeu de dezembro de 2004, com base em um relatório e uma recomendação da Comissão, decidisse que a Turquia cumpre os critérios políticos de Copenhague". O presidente francês Jacques Chirac e o chanceler alemão Gerhard Schröder expressaram apoio conjunto à agenda da reunião de cúpula da Comissão Europeia de dezembro de 2004 para a adesão da Turquia à União Europeia.
A Comissão Europeia recomendou que as negociações devessem começar em 2005, mas também acrescentou várias medidas cautelares. Os líderes da UE acordaram em 16 de dezembro de 2004 em iniciar as negociações de adesão com a Turquia a partir de 3 de outubro de 2005. Em 2006, o presidente da Comissão Europeia José Manuel Durão Barroso, disse que o processo de adesão da Turquia iria durar até 2021.
As negociações de adesão da Turquia, entretanto, foram paralisadas por uma série de problemas internos e externos. A questão de Chipre continua a ser um grande obstáculo às negociações. Autoridades europeias comentaram sobre a desaceleração nas reformas turcas que, combinada com o problema de Chipre, levou o comissário da UE para a Expansão, Olli Rehn, em março de 2007, a alertar sobre um iminente 'acidente de trem' nas negociações. Devido a esses contratempos, as negociações foram novamente interrompidas em dezembro de 2006, com a UE congelando as negociações em 8 das 35 áreas-chave em negociação.
Em dezembro de 2009, a República de Chipre bloqueou 6 capítulos das negociações de adesão da Turquia, incluindo aquelas sobre Judiciário e Direitos Fundamentais, Energia, Educação e Cultura, argumentando que a Turquia precisa primeiro normalizar as relações com Chipre. Como resultado, nenhum capítulo foi aberto desde junho de 2010. Portanto, não há capítulo que a Turquia possa abrir além dos capítulos difíceis e economicamente prejudiciais, Política de Concorrência, Política Social e Emprego e Contratos Públicos, que a maioria dos países candidatos abre no final da adesão, visto que todos os outros capítulos estão bloqueados. Em fevereiro de 2013, o subsecretário adjunto turco do Ministério de Assuntos da UE, Burak Erdenir, afirmou que a UE ainda não havia comunicado à Turquia os critérios de referência para a abertura dos capítulos 23 e 24, Judiciário e Direitos Fundamentais e Justiça, Liberdade e Segurança, o que deveria ser feito após a finalização da triagem dos capítulos em 2006, impossibilitando o seu cumprimento. Ele também sugeriu que esta era uma tentativa deliberada de atrasar o processo de adesão.

### Agenda Positiva
Depois de mais de dois anos sem a abertura de capítulos, a Comissão Europeia definiu uma "Agenda Positiva" destinada a se concentrar nos interesses comuns da UE-Turquia. O objetivo era manter o processo de adesão vivo e colocá-lo de volta nos trilhos após o período de estagnação nas negociações. A Comissão da UE mencionou um ampla gama de áreas como os principais elementos da Agenda, tais como "diálogo intensificado e cooperação em reformas políticas", "vistos", "mobilidade e migração", "energia", "luta contra o terrorismo", "maior participação da Turquia nos programas da Comunidade", "geminação de cidades", "comércio e união aduaneira" e "apoio aos esforços de alinhamento pelo acervo, incluindo nos capítulos em que as negociações de adesão não podem ser iniciadas de momento". A proposta foi considerada favorável na condição de servir como instrumento de apoio e complementar ao processo de negociação com a UE.
No âmbito da "Agenda Positiva", foram constituídos grupos de trabalho em 8 capítulos ("3-Direito de estabelecimento e liberdade de prestação de serviços", "6-Direito das sociedades", "10-Sociedade da informação e meios de comunicação", "18-Estatísticas", " 23-Poder Judiciário e Direitos Fundamentais", "24-Justiça, Liberdade e Segurança", "28-Defesa do Consumidor e Saúde" e "32-Controle Financeiro"). A reunião de lançamento da "Agenda Positiva" teve lugar a 17 de maio de 2012 em Ancara, com a participação de Stefan Füle, Comissário da UE para Expansão e a Política Europeia de Vizinhança. Como resultado das reuniões dos grupos de trabalho realizadas até agora, um total de quatro benchmarks finais foram confirmados como tendo sido alcançados pela Turquia em três capítulos (direito das sociedades, proteção do consumidor e saúde, bem como capítulos de controle financeiro).

### Desenvolvimentos Recentes
Em 2007, a Turquia declarou que pretendia cumprir a legislação da UE até 2013, mas Bruxelas recusou-se a apoiar este como um prazo para a adesão. Em visita à Alemanha em 31 de outubro de 2012, o primeiro-ministro turco R.T. Erdoğan deixou claro que a Turquia esperava que a adesão à União fosse realizada até 2023, o 100º aniversário da República Turca, o que implica que eles poderiam encerrar as negociações de adesão se as negociações não tivessem produzido um resultado positivo até então.
Em 20 de junho de 2013, na sequência da repressão de Ancara às manifestações em massa na Praça Taksim, a Alemanha bloqueou o início de novas negociações de adesão à UE com a Turquia.
Uma sondagem do Eurobarômetro que incluiu países da UE e também países candidatos mostrou que 43% dos turcos veem a UE de forma positiva, em comparação com 60% seis meses antes. Na mesma pesquisa, 29% dos turcos entrevistados expressaram apoio a uma Constituição da UE, o menor nível de apoio entre os países da UE e os candidatos entrevistados.
A repressão que se seguiu à tentativa de golpe de estado da Turquia em 2016 pelo presidente Erdoğan prejudicou as relações com a UE. Erdoğan indicou sua aprovação de restabelecer a pena de morte para punir os envolvidos no golpe, com a UE sugerindo que isso acabaria com suas ambições da UE. Erdoğan declarou em novembro de 2016 que estava considerando condicionar a continuação das negociações da Turquia com a UE sobre a adesão a um referendo em 2017. Em novembro de 2016, o Parlamento Europeu votou a favor de uma resolução não vinculativa para solicitar que a Comissão Europeia suspendesse temporariamente as negociações de adesão devido às "medidas repressivas desproporcionais" do governo ao golpe. Em 13 de dezembro, o Conselho Europeu (composto pelos chefes de estado ou de governo dos Estados membros) resolveu que não abriria novas áreas nas negociações de adesão da Turquia nas "circunstâncias atuais"; o caminho da Turquia rumo a um governo autocrático torna no Adesão à UE impossível.
Em abril de 2017, a Assembleia Parlamentar do Conselho da Europa (PACE) votou pela reabertura do seu procedimento de monitoramento contra a Turquia. Esta votação é amplamente compreendida como um grande golpe para a perspectiva da Turquia de uma eventual adesão à UE, já que a saída desse processo tornou-se uma pré-condição das negociações de adesão à UE em 2004.
A proposta de orçamento de longo prazo da Comissão Europeia para o período 2021-2027 publicada em maio de 2018 incluía o financiamento de pré-adesão para uma Estratégia dos Balcãs Ocidentais para um maior alargamento, mas omitiu a Turquia.
Em 26 de junho de 2018, o Conselho de Assuntos Gerais da UE declarou que "o Conselho observa que a Turquia tem se distanciado cada vez mais da União Europeia. As negociações de adesão da Turquia foram efetivamente paralisadas e nenhum outro capítulo pode ser considerado para abertura ou encerramento e não estão previstos mais trabalhos para a modernização da união aduaneira UE-Turquia. " O Conselho acrescentou que está "especialmente preocupado com o retrocesso contínuo e profundamente preocupante em relação ao Estado de direito e aos direitos fundamentais, incluindo a liberdade de expressão".
Em 20 de fevereiro de 2019, um comitê do Parlamento Europeu votou pela suspensão das negociações de adesão, gerando críticas do governo da Turquia.

### Cronologia
| Data | Data           | Nota |
| ---- | -------------- | --- |
| 1951 | 18 de abril    | A Turquia assina o Tratado de Paris que cria a Comunidade Europeia do Carvão e do Aço (CECA). para além da Turquia, seis países fazem parte desta comunidade: República Federal Alemã, França, Itália, Países Baixos, Bélgica e Luxemburgo.                                                                    |
| 1959 | 31 de julho    | Pedido de adesão, por parte da Turquia, para membro da CEE. |
| 1963 | 12 de setembro | A Turquia assina o Acordo de Ancara. |
| 1964 | 1 de dezembro  | O Acordo de Ancara entra em efeito. |
| 1970 | 23 de novembro | Assinado um protocolo para a abolição das tarifas e quotas sobre os bens. |
| 1980 | –              | Parada nas negociações devido ao golpe de Estado de 1980. |
| 1983 | –              | Retoma das negociações após as eleições. |
| 1987 | 14 de abril    | A Turquia apresenta formalmente a sua candidatura à CEE. |
| 1989 | 18 de dezembro | A Comissão Europeia recusa-se a iniciar imediatamente as negociações para a adesão da Turquia à CEE, citando que a má situação econômica e política da Turquia, as más relações com a Grécia e o conflito com o Chipre deveriam ser os primeiros objetivos a cumprir para se iniciar as negociações de adesão. |
| 1995 | 6 de março     | Foi concluído o acordo de União Aduaneira com a UE. |
| 1999 | 12 de dezembro | O Conselho Europeu reconhece a Turquia como candidata à UE, e que está em pé de igualdade com outros candidatos. |
| 2002 | 12 de dezembro | O Conselho Europeu afirma que abriria o processo de negociação com a Turquia "sem demora" caso esta cumpra os critérios de Copenhaga. |
| 2004 | 17 de dezembro | A UE dá início às negociações de adesão da Turquia. |
| 2005 | 3 de outubro   | Abertura de seis capítulos do acervo: Direito de Estabelecimento e Livre Prestação de Serviços, Direito das Sociedades, Serviços Financeiros, Sociedade da Informação e Meios de Comunicação Social, Estatísticas e Controle Financeiro.                                                                       |
| 2006 | 12 de junho    | Abertura e encerramento do capítulo Ciência e Investigação. |
| 2006 | 11 de dezembro | A disputa pelo Chipre obriga a UE a congelar as conversações, sendo que nenhum capítulo seria encerrado até ser tomada uma resolução. |
| 2007 | 29 de março    | Abertura do capítulo Política Empresarial e Industrial. |
| 2007 | 25 de junho    | Abertura do capítulo Estatísticas e Controle Financeiro. A abertura do capítulo Política Econômica e Monetária foi bloqueada pelo presidente francês Nicolas Sarkozy. |
| 2007 | 20 de dezembro | Abertura dos capítulos Consumidores e Proteção da Saúde e Redes Transeuropeias. |
| 2008 | 19 de dezembro | Abertura dos capítulos Livre Circulação de Capitais e Sociedade da Informação e Meios de Comunicação Social. |
| 2009 | 30 de junho    | Abertura do capítulo Fiscalidade. |
| 2009 | 8 de dezembro  | Abertura do capítulo Ambiente. |
| 2010 | 30 de junho    | Abertura do capítulo Segurança dos Alimentos, Política Veterinária e Fitossanitária. |

## Estado das negociações
| Capítulos do Acervo                                                | Situação inicial                       | Situação atual                         | Início do processo      | Conclusão do processo   | Congelamento de capítulos | Descongelamento de capítulos | Capítulos abertos      | Capítulos encerrados |
| ------------------------------------------------------------------ | -------------------------------------- | -------------------------------------- | ----------------------- | ----------------------- | ------------------------- | ---------------------------- | ---------------------- | -------------------- |
| 1. Livre Circulação de Mercadorias                                 | São necessários mais esforços          | Em geral, está alinhado com o acervo   | 16 de janeiro de 2006   | 24 de fevereiro de 2006 | 11 de dezembro de 2006    | –                            | –                      | –                    |
| 2. Livre Circulação de Trabalhadores                               | Muito difícil de adotar                | São necessários esforços consideráveis | 19 de julho de 2006     | 11 de setembro de 2006  | 8 de dezembro de 2009     | –                            | –                      | –                    |
| 3. Direito de Estabelecimento e Livre Prestação de Serviços        | Muito difícil de adotar                | Alinhamento na fase inicial            | 21 de novembro de 2005  | 20 de dezembro de 2005  | 11 de dezembro de 2006    | –                            | –                      | –                    |
| 4. Livre Circulação de Capitais                                    | São necessários mais esforços          | São necessários mais esforços          | 25 de novembro de 2005  | 22 de dezembro de 2005  | –                         | –                            | 19 de dezembro de 2008 | –                    |
| 5. Contratos Públicos                                              | Totalmente incompatível com o acervo   | São necessários mais esforços          | 7 de novembro de 2005   | 28 de novembro de 2005  | –                         | –                            | –                      | –                    |
| 6. Direito das Sociedades                                          | São necessários esforços consideráveis | Em geral, está alinhado com o acervo   | 21 de junho de 2006     | 20 de julho de 2006     | –                         | –                            | 17 de junho de 2008    | –                    |
| 7. Direito da Propriedade Intelectual                              | São necessários mais esforços          | Em geral, está alinhado com o acervo   | 6 de fevereiro de 2006  | 3 de março de 2006      | –                         | –                            | 17 de junho de 2008    | –                    |
| 8. Política de Concorrência                                        | Muito difícil de adotar                | São necessários mais esforços          | 8 de novembro de 2005   | 2 de dezembro de 2005   | –                         | –                            | –                      | –                    |
| 9. Serviços Financeiros                                            | São necessários esforços consideráveis | São necessários mais esforços          | 29 de março de 2006     | 3 de maio de 2006       | 11 de dezembro de 2006    | –                            | –                      | –                    |
| 10. Sociedade da Informação e Meios de Comunicação Social          | São necessários mais esforços          | São necessários mais esforços          | 12 de junho de 2006     | 14 de julho de 2006     | –                         | –                            | 19 de dezembro de 2008 | –                    |
| 11. Agricultura e Desenvolvimento Rural                            | Muito difícil de adotar                | São necessários mais esforços          | 5 de dezembro de 2005   | 26 de janeiro de 2006   | 11 de dezembro de 2006    | –                            | –                      | –                    |
| 12. Segurança dos Alimentos, Política Veterinária e Fitossanitária | Muito difícil de adotar                | São necessários mais esforços          | 9 de março de 2006      | 28 de abril de 2006     | –                         | –                            | 30 de junho de 2010    | –                    |
| 13. Pescas                                                         | Muito difícil de adotar                | São necessários mais esforços          | 24 de fevereiro de 2006 | 31 de março de 2006     | 11 de dezembro de 2006    | –                            | –                      | –                    |
| 14. Política de Transportes                                        | São necessários esforços consideráveis | São necessários mais esforços          | 26 de junho de 2006     | 28 de setembro de 2006  | 11 de dezembro de 2006    | –                            | –                      | –                    |
| 15. Energia                                                        | São necessários esforços consideráveis | Em geral, está alinhado com o acervo   | 15 de maio de 2006      | 16 de junho de 2006     | 8 de dezembro de 2009     | –                            | –                      | –                    |
| 16. Fiscalidade                                                    | São necessários esforços consideráveis | São necessários mais esforços          | 6 de junho de 2006      | 12 de julho de 2006     | –                         | –                            | 30 de junho de 2009    | –                    |
| 17. Política Económica e Monetária                                 | São necessários esforços consideráveis | Em geral, está alinhado com o acervo   | 16 de fevereiro de 2006 | 23 de março de 2006     | 25 de junho de 2007       | –                            | –                      | –                    |
| 18. Estatísticas                                                   | São necessários esforços consideráveis | Em geral, está alinhado com o acervo   | 19 de junho de 2006     | 18 de julho de 2006     | –                         | –                            | 25 de junho de 2007    | –                    |
| 19. Política Social e Emprego                                      | São necessários esforços consideráveis | São necessários mais esforços          | 8 de fevereiro de 2006  | 22 de março de 2006     | –                         | –                            | –                      | –                    |
| 20. Política Empresarial e Industrial                              | Não são esperadas grandes dificuldades | Alinhamento completo                   | 27 de março de 2006     | 5 de maio de 2006       | –                         | –                            | 29 de março de 2007    | –                    |
| 21. Redes Transeuropeias                                           | São necessários esforços consideráveis | Em geral, está alinhado com o acervo   | 30 de junho de 2006     | 29 de setembro de 2006  | –                         | –                            | 19 de dezembro de 2007 | –                    |
| 22. Política Regional e Coordenação dos Instrumentos Estruturais   | São necessários esforços consideráveis | São necessários mais esforços          | 11 de setembro de 2006  | 10 de outubro de 2006   | 25 de junho de 2007       | –                            | –                      | –                    |
| 23. Sistema Judiciário e Direitos Fundamentais                     | São necessários esforços consideráveis | São necessários mais esforços          | 7 de setembro de 2006   | 13 de outubro de 2006   | 8 de dezembro de 2009     | –                            | –                      | –                    |
| 24. Justiça, Liberdade e Segurança                                 | São necessários esforços consideráveis | São necessários mais esforços          | 23 de janeiro de 2006   | 15 de fevereiro de 2006 | 8 de dezembro de 2009     | –                            | –                      | –                    |
| 25. Ciência e Investigação                                         | Não são esperadas grandes dificuldades | Em geral, está alinhado com o acervo   | 20 de outubro de 2005   | 14 de novembro de 2005  | –                         | –                            | 12 de junho de 2006    | 12 de junho de 2006  |
| 26. Educação e Cultura                                             | São necessários mais esforços          | São necessários mais esforços          | 26 de outubro de 2005   | 16 de novembro de 2005  | 8 de dezembro de 2009     | –                            | –                      | –                    |
| 27. Ambiente                                                       | Totalmente incompatível com o acervo   | São necessários esforços consideráveis | 3 de abril de 2006      | 2 de junho de 2006      | –                         | –                            | 21 de dezembro de 2009 | –                    |
| 28. Consumidores e Proteção da Saúde                               | São necessários mais esforços          | Em geral, está alinhado com o acervo   | 8 de junho de 2006      | 11 de julho de 2006     | –                         | –                            | 19 de dezembro de 2007 | –                    |
| 29. União Aduaneira                                                | Não são esperadas grandes dificuldades | Em geral, está alinhado com o acervo   | 31 de janeiro de 2006   | 14 de março de 2006     | 11 de dezembro de 2006    | –                            | –                      | –                    |
| 30. Relações Externas                                              | Não são esperadas grandes dificuldades | Em geral, está alinhado com o acervo   | 10 de julho de 2006     | 13 de setembro de 2006  | 11 de dezembro de 2006    | –                            | –                      | –                    |
| 31. Política Externa de Segurança e Defesa                         | São preciso mais esforços              | Em geral, está alinhado com o acervo   | 14 de setembro de 2006  | 6 de outubro de 2006    | 8 de dezembro de 2009     | –                            | –                      | –                    |
| 32. Controlo Financeiro                                            | São necessários mais esforços          | Em geral, está alinhado com o acervo   | 18 de maio de 2006      | 30 de junho de 2006     | –                         | –                            | 26 de julho de 2007    | –                    |
| 33. Disposições Financeiras e Orçamentais                          | Não são esperadas grandes dificuldades | São necessários mais esforços          | 6 de setembro de 2006   | 4 de outubro de 2006    | 25 de junho de 2007       | –                            | –                      | –                    |
| 34. Instituições                                                   | Nada a adotar                          | Nada a adotar                          | -                       | –                       | –                         | –                            | –                      | –                    |
| 35. Diversos                                                       | Nada a adotar                          | Nada a adotar                          | –                       | –                       | –                         | –                            | –                      | –                    |
| Progresso                                                          |                                        |                                        | 33 de 33                | 33 de 33                | 17 de 33                  | 0 de 17                      | 13 de 33               | 1 de 33              |